# طبقات تاریک
طبقات تاریک (به انگلیسی: Dark Floors) فیلمی محصول سال ۲۰۰۸ و به کارگردانی پته ریسکی است. در این فیلم بازیگرانی همچون ویلیام هوپ، لئون هربرت، فیلیپ برترتون، رانلد پیکاپ، نوآ هانتلی، دومینیک مک الیگوت، تومی پوتانسو، اسکای بنت ایفای نقش کرده‌اند.
داستان فیلم :
فیلم با شخصیتی به نام سارا شروع می شود که دارای بیماری اوتیسم و اختلالِ توهمی می باشد و به همین خاطر پدر او به نام بن او را برای درمان به بیمارستانی می برد تا آزمایش توپوگرافی انجام شود اما در حین آزمایش دستگاه با قطعی برق مواجه می شود و بن از این ماجرا ناراحت شده و تصمیم به ترک بیمارستان می کند اما پرستاری به نام امیلی خواستار ماندن آن ها برای روش های معالجه دیگر می باشند . اما زمانی که سوار آسانسور با سه شخص دیگر می شوند ناگهان آسانسور ایستاده و هنگام بازشدن در متوجه می شوند که محیط بیمارستان عوض و افراد بیمارستان توسط نیروهای اهریمنی به قتل رسیده اند.